# علی‌بلاغی (نمین)
علی‌بلاغی روستایی است که در استان اردبیل، شهرستان نمین، بخش مرکزی، دهستان دولت‌آباد قرار دارد.

## جمعیت
بر اساس سرشماری سال ۱۳۸۵ جمعیت این روستا ۳۷۲ نفر با ۹۰ خانوار بوده‌است.